# ヨナラ水道

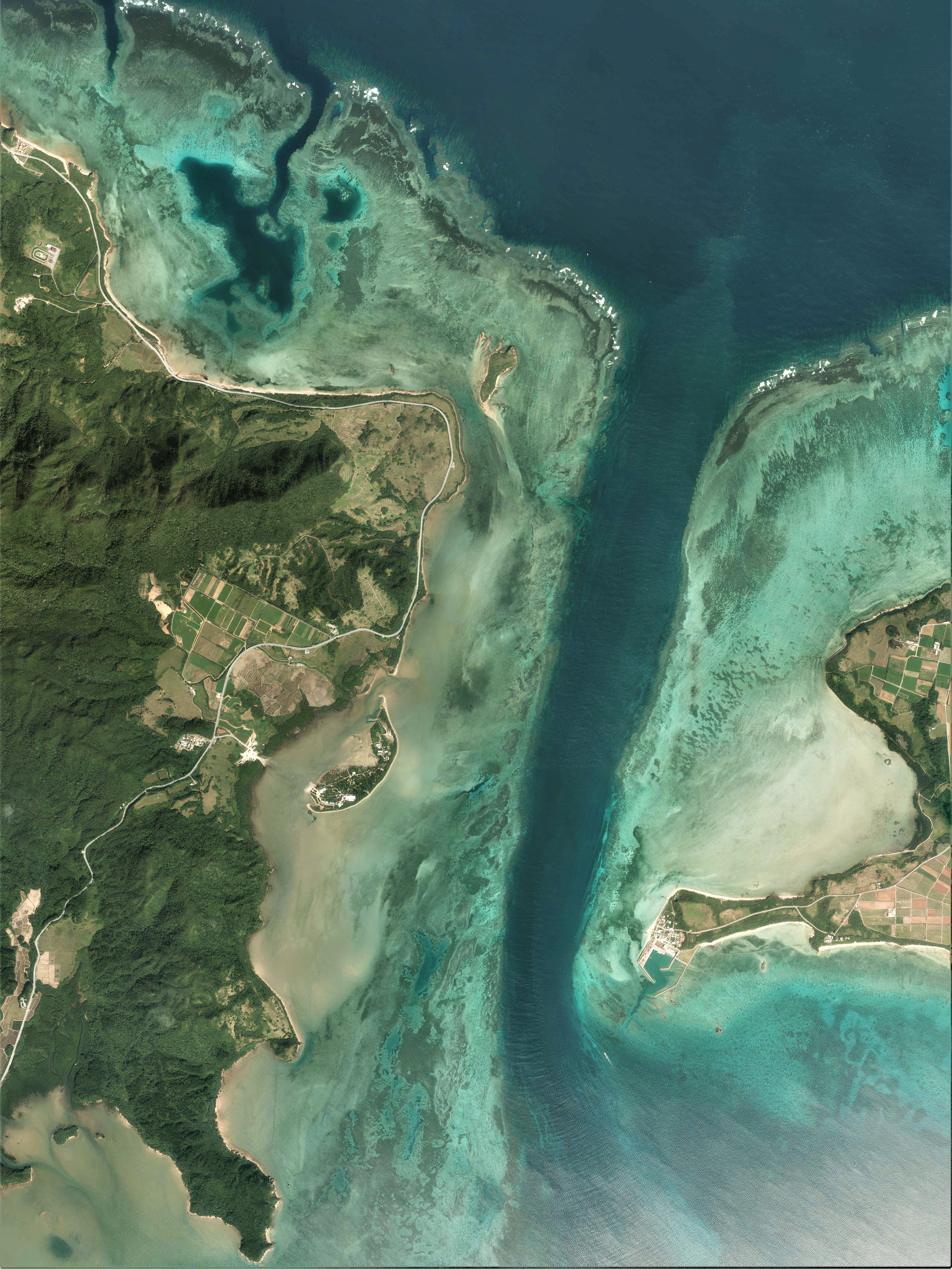
ヨナラ水道周辺の空中写真（2012年11月16日撮影の8枚を合成作成）

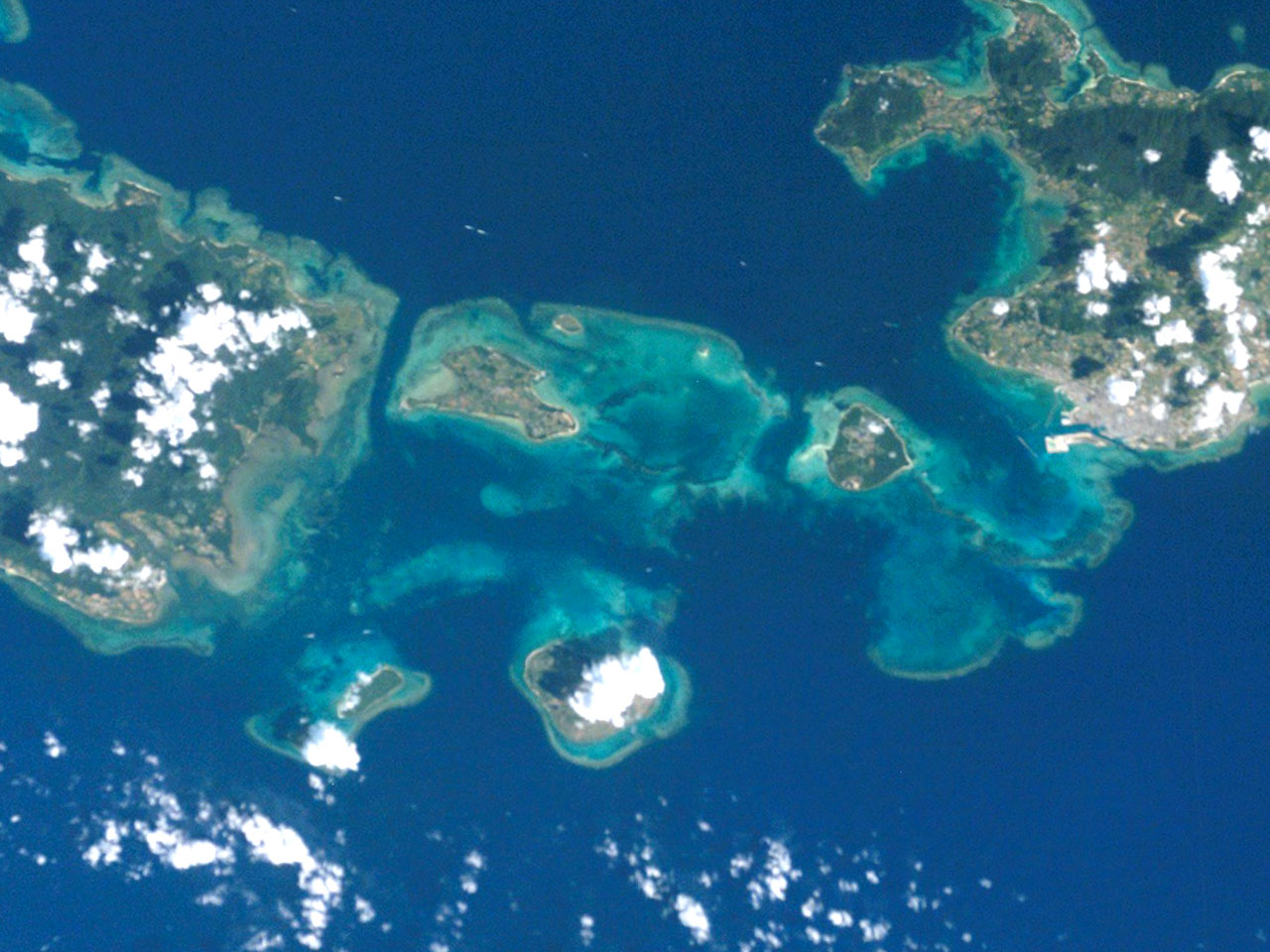
石西礁湖の衛星写真。画面左が西表島、中央やや左上が小浜島で、その間の海峡がヨナラ水道

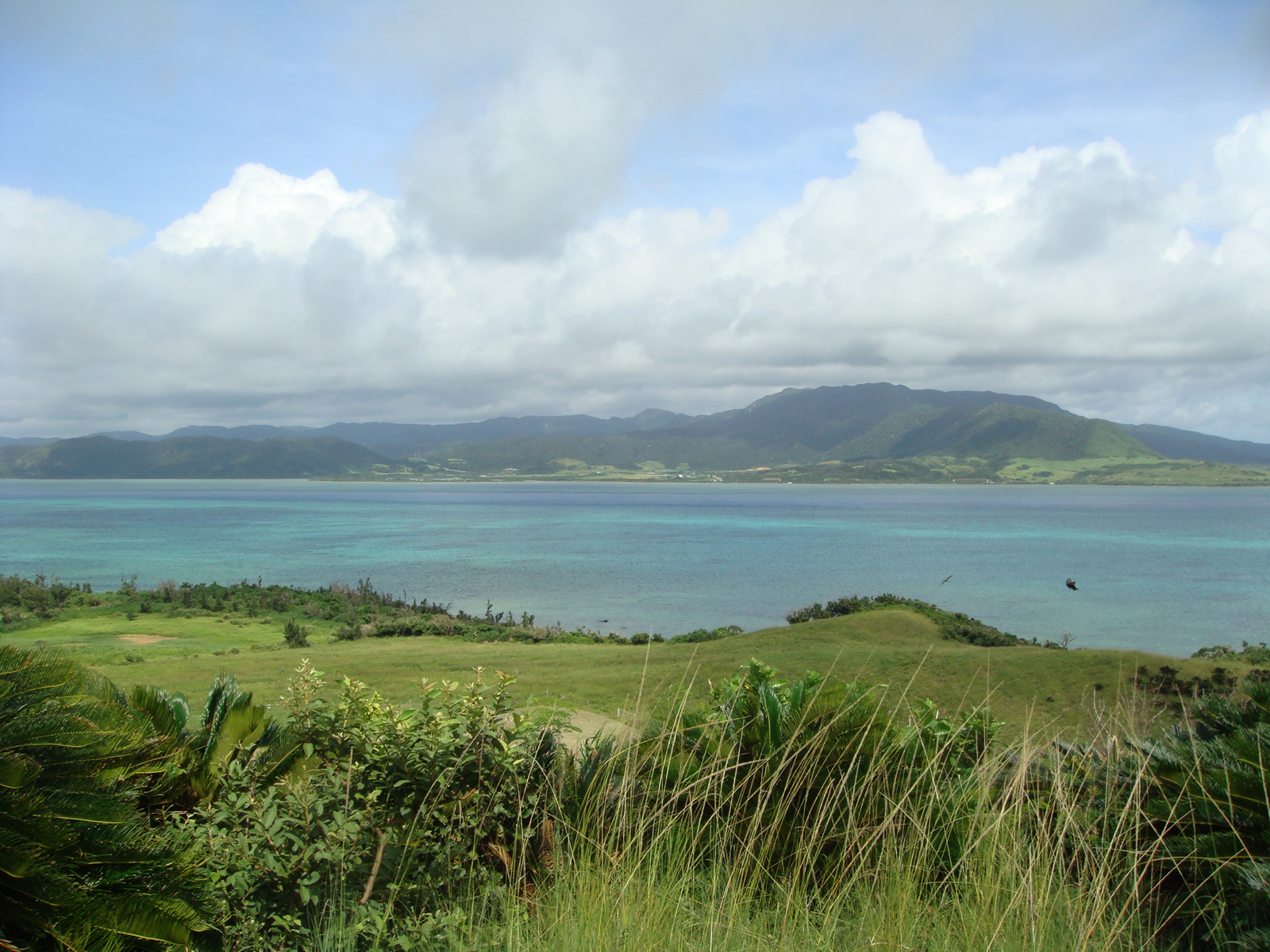
小浜島のちゅらさん展望台から望むヨナラ水道

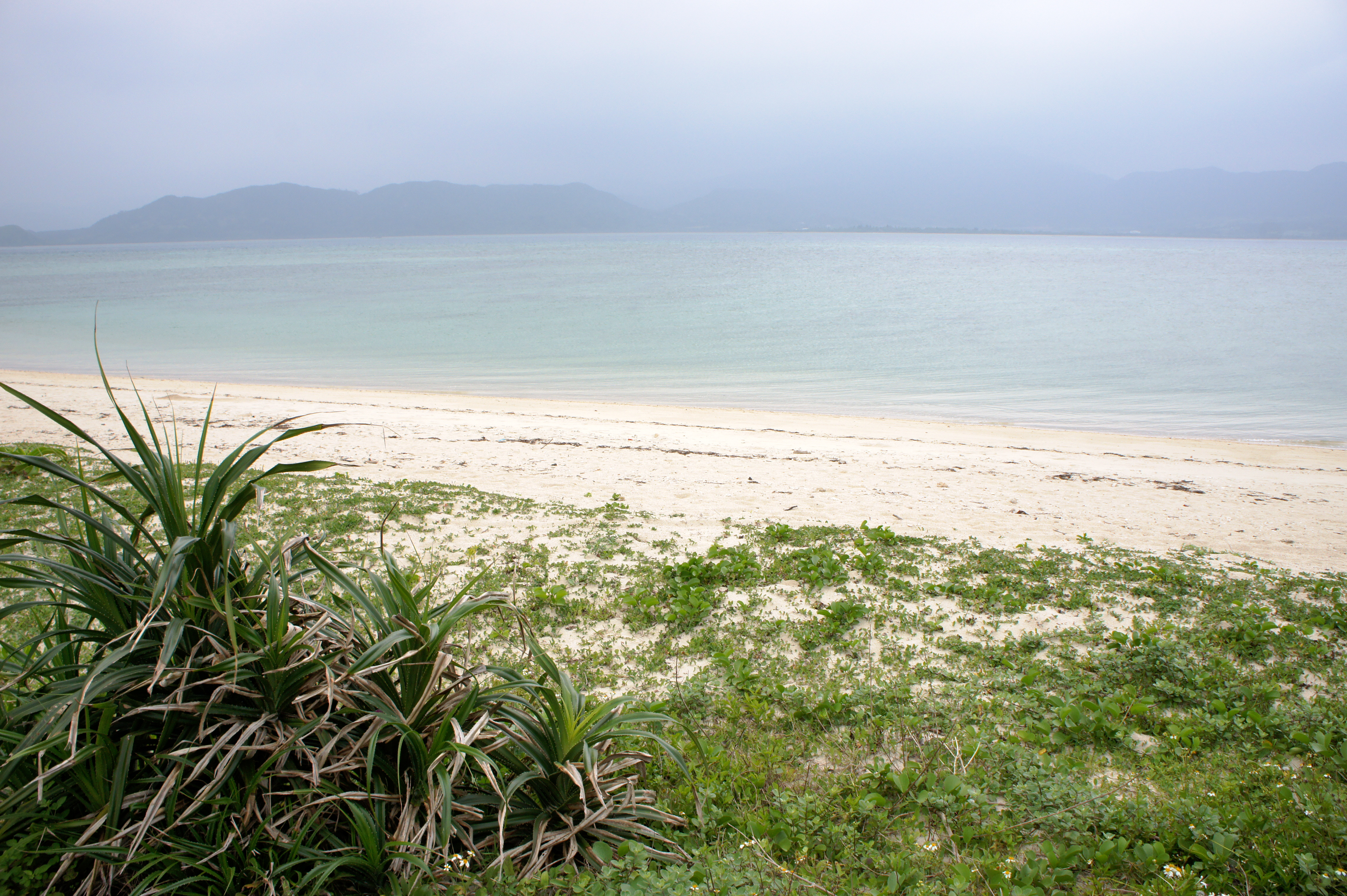
小浜島の細崎から望むヨナラ水道

ヨナラ水道（与那良水道、ヨナラすいどう）は、沖縄県八重山郡竹富町の西表島野原崎と小浜島細崎との間の海峡（水道）。石垣島と西表島の間に広がるサンゴ礁である石西礁湖の切れ目の一つである。地元ではユナラドゥー（与那良渡）ともいう。

## 地理
約2万年前の氷期の河谷跡が、海面上昇によって海峡となった。幅約500-750m、長さ約5km、水深は10-30mで北側が深い。小浜航門、小浜水道と書いた記録もあり、航路や荒天時の避難所として重視されていた。

## 自然
竹富島西側から浜島・嘉弥真島・小浜島の北側を経てヨナラ水道までの石西礁湖北部の海域は、2016年4月15日に「竹富島タキドゥングチ・石西礁湖北礁・ヨナラ水道海域公園地区」として西表石垣国立公園の海域公園地区に指定されている。
ヨナラ水道はマンタ・ウェイとも呼ばれ、ナンヨウマンタ（マンタ）の回遊するスクーバダイビングのポイントとして人気が高い。一時期は、土地改良事業によるサンゴの被害、オニヒトデの大発生、マンタの乱獲のために減少したが、近年、復活しているとされる。
また、ハタの一種のナミハタ（サッコーミーバイ）の産卵海域であり、2010年から、4-5月の産卵期には期間を設けて保護区とされ、漁業が全面的に禁止されるとともに、ダイビングや船舶の停船の自粛が要請される。2016年には、オニヒトデの幼生が高密度で分布することが明らかになっている。